# Korvträdssläktet
Korvträdssläktet (Kigelia) är ett växtsläkte i familjen katalpaväxter med tre arter från Afrika. Korvträd (K. africana) är ett välkänt prydnadsträd i många varma länder.